# Стамер
Стамер (на македонска литературна норма: Стамер) е село в община Царево село на Северна Македония.

## География
Селото се намира в областта Пиянец в западното подножие на планината Влахина, до границата с Република България.

## История
В началото на XX век Стамер е село в Малешевската каза на Османската империя. Според статистиката на Васил Кънчов („Македония. Етнография и статистика“) в 1900 година Стамир е малко смесено българо-помашко село с 30 души жители българи християни и 100 българи мохамедани.
Според Димитър Гаджанов в 1916 година в Стамер живеят 154 помаци и 48 българи.
Според преброяването от 2002 година селото има 344 жители, всички северномакедонци.